# Скаленге
Скаленге (итал. Scalenghe) — коммуна в Италии, располагается в регионе Пьемонт, подчиняется административному центру Турин.
Население составляет 3156 человек (2008 г.), плотность населения составляет 99 чел./км². Занимает площадь 31 км². Почтовый индекс — 10060. Телефонный код — 011.
Покровителями коммуны почитаются Катакомбные святые (Corpi Santi), празднование в первое воскресение сентября.

## Демография
Динамика населения:

## Города-побратимы
- Вила, Аргентина
- Жлобин, Белоруссия

## Администрация коммуны
- Официальный сайт: http://www.comune.scalenghe.to.it/